# Canel Konvur
Canel Konvur (ur. 27 listopada 1939 w Kuşadası, zm. 4 czerwca 2018 w Bodrum) – turecka lekkoatletka, skoczkini wzwyż i płotkarka.
23. lokata w eliminacjach skoku wzwyż nie dała jej awansu do finału podczas igrzysk olimpijskich w Rzymie (1960).
Na mistrzostwach Europy w Belgradzie (1962) odpadła w eliminacjach w skoku wzwyż oraz w biegu na 80 metrów przez płotki.